# Tory
Pour les articles homonymes, voir Tory (homonymie).
Le terme Tories (au singulier : Tory) désigne les partisans d'une philosophie politique conservatrice britannique.

## Étymologie et évolution
Il s’agit d’un emprunt à l’irlandais tóraidhe : « poursuivant ». Tory désignait en effet initialement des opposants irlandais dépossédés vivant en hors-la-loi (1646), puis tous les partisans armés ou bandits. En Grande-Bretagne, le terme tory apparaît vers 1679-80 : c’est alors le nom insultant donné à ceux qui s'opposent à l'exclusion du duc d'York de la succession à la couronne d'Angleterre, pour cause de conversion au catholicisme. « Les partisans du roi avaient, eux, reçu de leurs adversaires puritains le surnom de tories qu'on donnait en Irlande aux brigands, cela pour indiquer qu'ils n'étaient que des papistes aussi méprisables que les Irlandais ». À partir de 1689, tory perd ce sens péjoratif et devient l'appellation d'un des deux grands partis politiques du pays. Après sa substitution par le Parti conservateur au XIXe siècle (1834), tory subsiste dans l'usage familier, avec de nouveau une fréquente connotation péjorative, pour exprimer cette fois l'attachement à une politique ou à des valeurs démodées.

## Par pays

### Canada
Au Canada, il y a les Blue Tories et des Red Tories, tous deux issus du Parti progressiste-conservateur du Canada, descendant de l'ancien Parti conservateur du Canada.

### Royaume-Uni
Au Royaume-Uni, les Tories constituaient l'un des deux groupes parlementaires britanniques à partir du XVIIe siècle, ancêtres du Parti conservateur. Réputés proches de la dynastie Stuart, ils étaient favorables à un pouvoir royal fort et défendaient les intérêts de l'aristocratie foncière, mais inspirant la méfiance de la Maison de Hanovre, qui les suspectait de collusion avec la dynastie précédente, les rois du XVIIIe siècle leur préférèrent les Whigs. Au XIXe siècle, l'extension progressive du suffrage amena les Whigs comme les Tories à s'organiser en partis politiques. Le groupe parlementaire tory rassembla ses associations locales, créant le Parti conservateur. De nos jours, le terme désigne le Parti conservateur.